# Альдебаран
Альдебара́н (α Tau / α Тельца / Альфа Тельца) — ярчайшая звезда в созвездии Тельца и во всём Зодиаке, одна из ярчайших звёзд на ночном небе. Название произошло от арабского слова الدبران‎ (al-dabarān), означающего «последователь»: звезда на ночном небе совершает свой путь вслед за Плеядами.
Альдебаран неоднократно упоминается как Dəbəran в книгах Физули.
В западной культуре из-за расположения в голове Тельца звезда именовалась «Глаз Тельца» (лат. Oculus Taurī). Также известны названия Палилий и Лампарус. В 2016 году Рабочая группа Международного астрономического союза по именам звёзд (WGSN) утвердила название «Альдебаран» для этой звезды.

## Основные сведения
Альдебаран легко найти на ночном небе — из-за его яркости и пространственной отнесённости к одному из астеризмов на небе. Если мысленно соединить три звезды Пояса Ориона слева направо (в северном полушарии) или справа налево (в южном), то первой яркой звездой, продолжающей воображаемую линию, как раз является Альдебаран. Визуально представляется, что Альдебаран является ярчайшим членом рассеянного звёздного скопления Гиады — ближайшего к Земле. Однако он расположен ближе скопления на прямой между Землёй и Гиадами и фактически является звездой, просто проецирующейся на скопление.

Сравнение размеров Солнца и Альдебарана

Альдебаран A является звездой спектрального класса K5 III, это означает, что цвет звезды оранжевый, она принадлежит к нормальным гигантам. Сжигая в основном гелий, основной компонент системы Альдебаран A расширился до размера 44 радиусов Солнца (это около 33 млн км, или 60 % расстояния от Меркурия до Солнца).
Масса Альдебарана составляет 1,13 ± 0,11 (другие данные — 2,5±0,15 M☉) массы Солнца. Телескоп Hipparcos определил расстояние от Земли до Альдебарана в 65,1 светового года, его светимость в 439 раз больше, чем солнечная. Сочетание этих параметров приводит к тому, что по видимой звёздной величине, которая для Альдебарана составляет 0,85m, занимает 14-е место среди звёзд ночного неба. Альдебаран находится в соединении с Солнцем около 1 июня каждого года.
Альдебаран — это переменная звезда с небольшой амплитудой блеска (около 0,2m), тип переменности — нерегулярный. Если Альдебаран не претерпел значительную потерю массы, то на главной последовательности он был звездой спектрального класса F7. Звезда указана в Общем каталоге переменных звёзд, указана с использованием обозначения Байера, но не имеет отдельного переменного названия.
Альдебаран B — тусклый красный карлик спектрального класса M2, расположенный на расстоянии нескольких сотен а. е.
В 1993 году измерения радиальной скорости Альдебарана, Арктура и Поллукса показали, что все три звезды имеют долгопериодические колебания, которые были интерпретированы как существование субзвёздного объекта — газового гиганта или коричневого карлика, с массой равной 11,4 массам Юпитера на расстоянии 1,35 а. е.
В 2015 году было заявлено о находке возможного горячего гиганта у главной компоненты системы Альдебарана A экзопланеты Альдебаран A b массой 6,47 ± 0,53 масс Юпитера, обращающейся вокруг материнской звезды за 628,96 ± 0,90 суток.

## Ближайшее окружение звезды

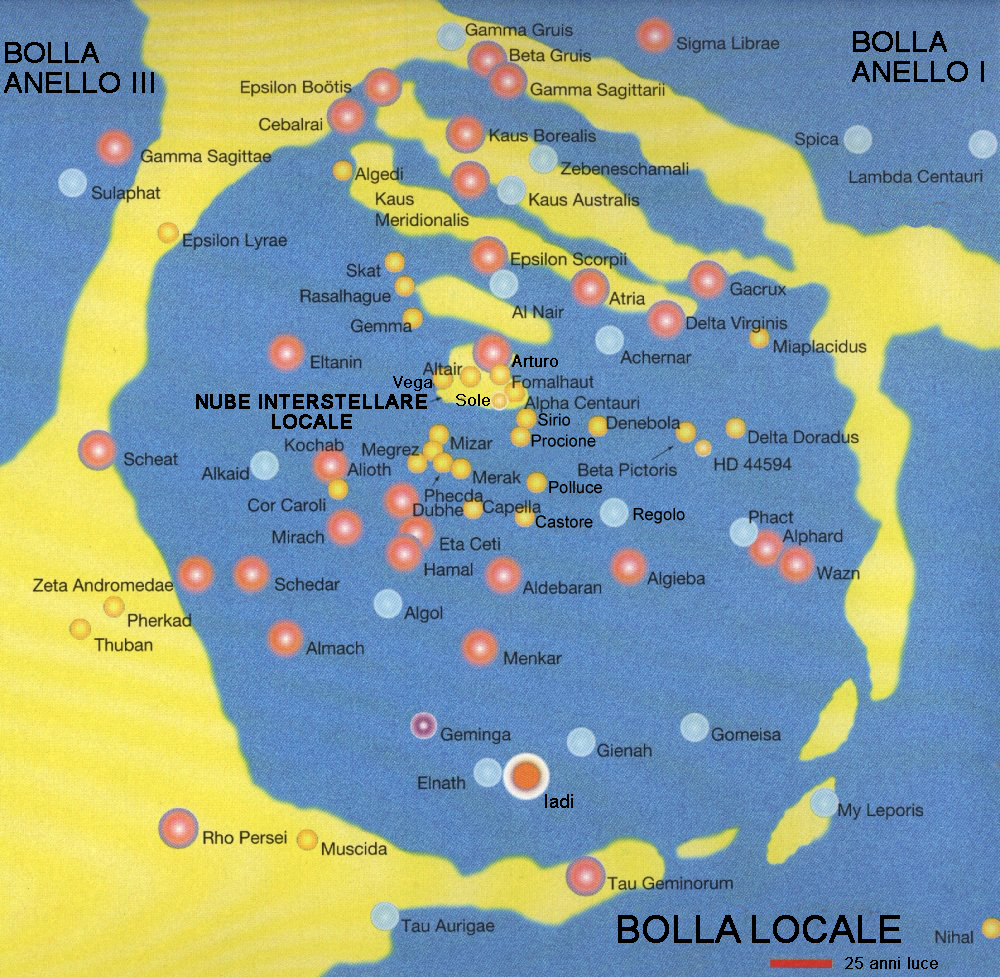
Структура Местного пузыря. Показано положение Альдебарана, Солнца и других звёзд. Изображение ориентировано так, что звёзды, ближайшие к центру Галактики, находятся на его вершине

Следующие звёздные системы находятся на расстоянии в пределах 20 световых лет от Альдебарана:
| Звезда     | Спектральный класс | Расстояние, св. лет |
| VA 366     | M0 V               | 4,4                 |
| Росс 388   | M3 V               | 9,1                 |
| BD+16 527  | G0-5 V             | 12                  |
| BD+05 614  | G0 IV              | 14                  |
| BD+05 613  | G5 IV              | 14                  |
| 39 Тельца  | G5 V / ?           | 14                  |
| 104 Тельца | G4 V / ?           | 16                  |
| BD+27 688  | K3-5 III           | 16                  |
| LTT 17742  | G V                | 18                  |
| BD+23 548  | F6 V               | 19                  |

## Покрытия
Периодически происходят серии покрытий Альдебарана Луной. Периодичность таких серий составляет 18,6 года, что соответствует периоду регрессии орбиты Луны.
Покрытия могут наблюдаться даже на дневном небе.
Во время серии, происходившей с 29 января 2015 года по 3 сентября 2018 года, каждое покрытие было видно в северном полушарии или вблизи экватора; жители Австралии или Южной Африки не могут наблюдать покрытие Альдебарана, так как он находится слишком далеко к югу от эклиптики.
Достаточно точная оценка диаметра Альдебарана была получена во время покрытия 22 сентября 1978 года.